# Közönséges komló
A közönséges komló (Humulus lupulus) a rózsavirágúak (Rosales) rendjébe, ezen belül a kenderfélék (Cannabaceae) családjába tartozó faj.

## Előfordulása
A közönséges komló eredeti előfordulási területe Európa, Ázsia nyugati fele, az afrikai Marokkó, valamint Észak-Amerika. Manapság világszerte termesztik.

## Változatai
- H. l. var. lupulus – Európa, Nyugat-Ázsia
- H. l. var. cordifolius – Kelet-Ázsia
- H. l. var. lupuloides E.Small (szin: H. americanus) – Kelet-Észak-Amerika
- H. l. var. neomexicanus A.Nelson & Cockerell – Nyugat—Észak-Amerika
- H. l. var. pubescens – Észak-Amerika középnyugati része[2]

## Megjelenése
Kétlaki, azaz a termős és porzós virágok külön növényen találhatóak. Évelő - akár 20 évet is élhet -, lágy szárú kúszónövény, mely kora tavasszal elkezd új kapaszkodó hajtásokat (levélhónalji kacsokat) növeszteni, de ősszel gyöktörzs szintre zsugorodik vissza. Az akár 10 métert is elérő növény, körülbelül 450-600 centiméteresre is szétterülhet. A levelei átellenesen ülnek és 3-5 karéjúak. A virágoknak nincsenek szirmaik, és a női virágok apró tobozoknak hatnak - ezeket használja a söripar. A termése, kis kemény magokból áll.

## Életmódja
A 38°-51°-os szélességi körök között nő a legjobban. Sok napsütésre és mérsékelt vízmennyiségre van szüksége. A hosszú nyári napokat használja ki virágzásra; mely július és augusztusban következik be.

## Érdekességek
Minden 30 emberből egy érzékeny a komló érintésére; azaz ekcémái lesznek tőle.
Az első említés erről a növényről, 768-ban történt, amikor is III. Pipin frank király egy párizsi kolostornak közönséges komlókat adományozott. E növény termesztéséről 859-ben esik szó; a németországi Freisingben levő kolostornál.
A sörkészítéskor a komló használata előtt fenyérmirtuszt (Myrica gale) használtak. 2002-ben, az angliai Kent megyében, A megye virágának választották meg.

## Képek

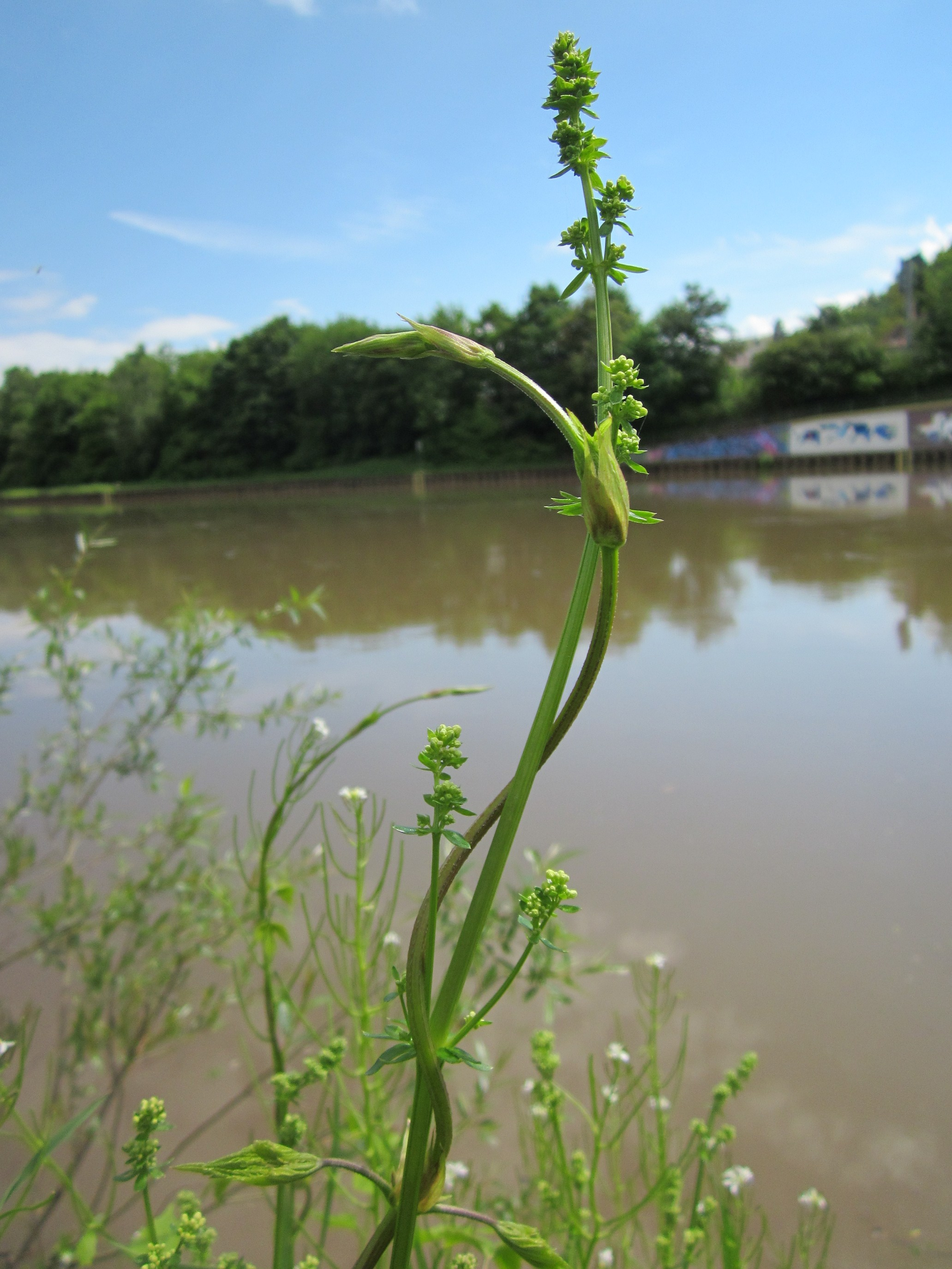
Fiatal hajtás
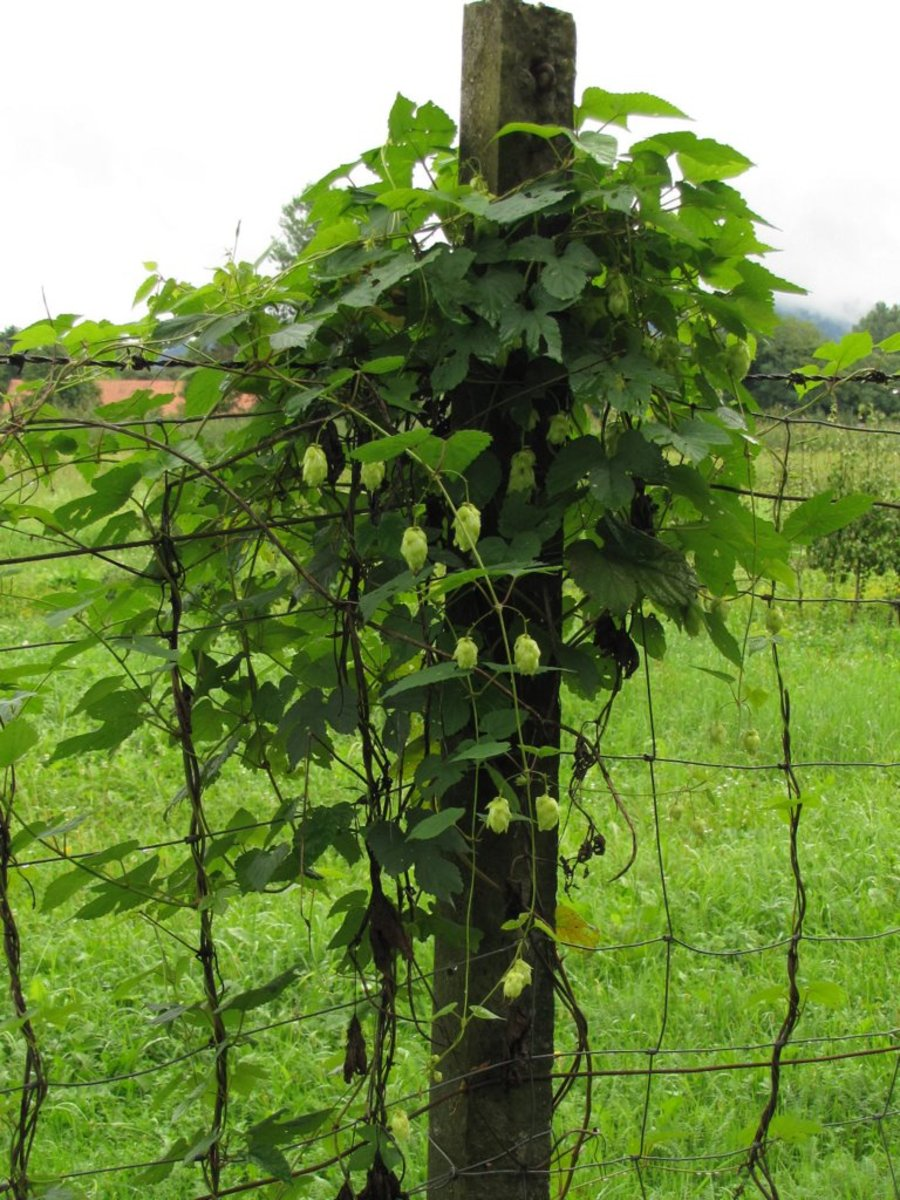
Idősebb példány
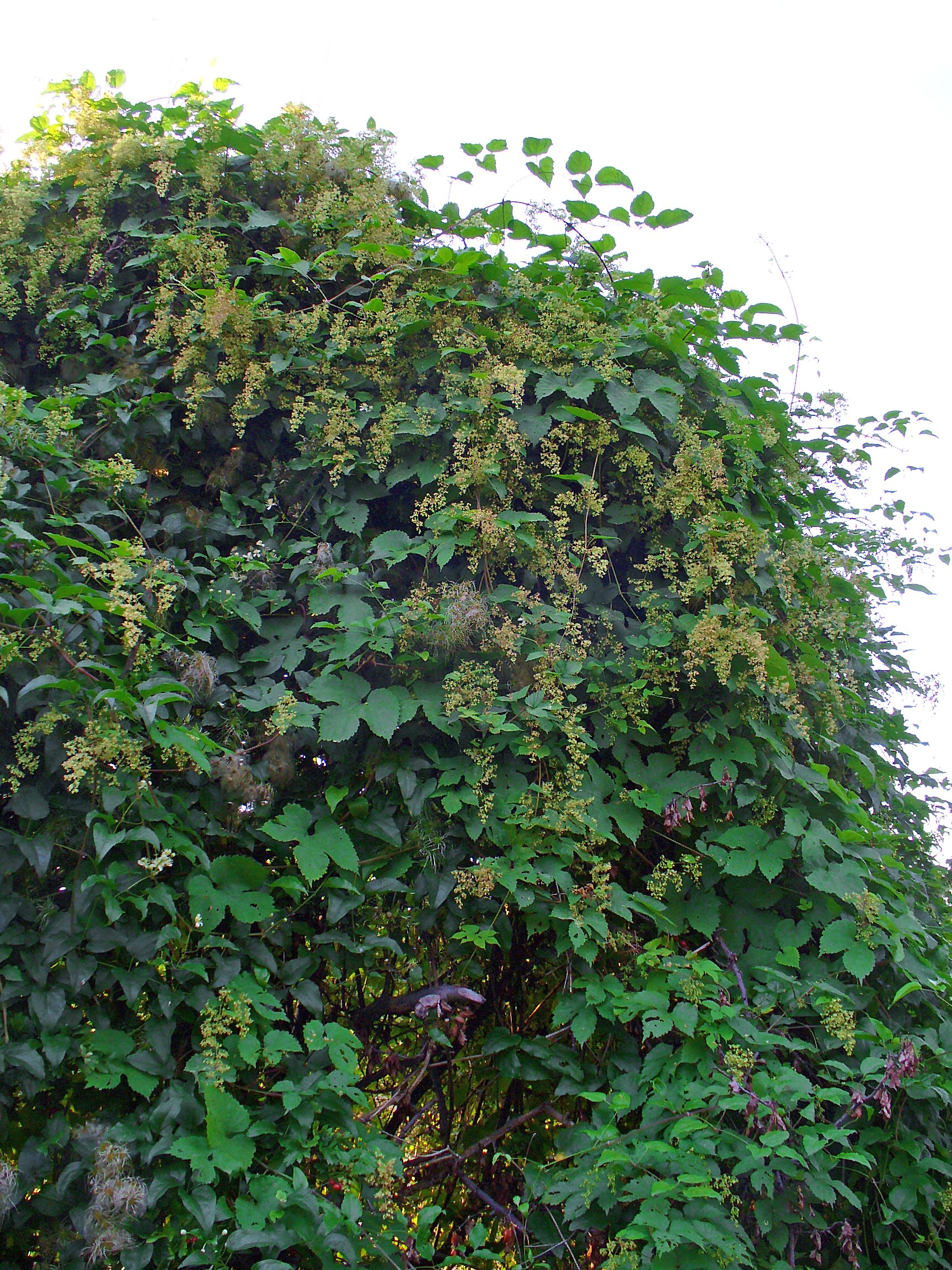
Kifejlett növény
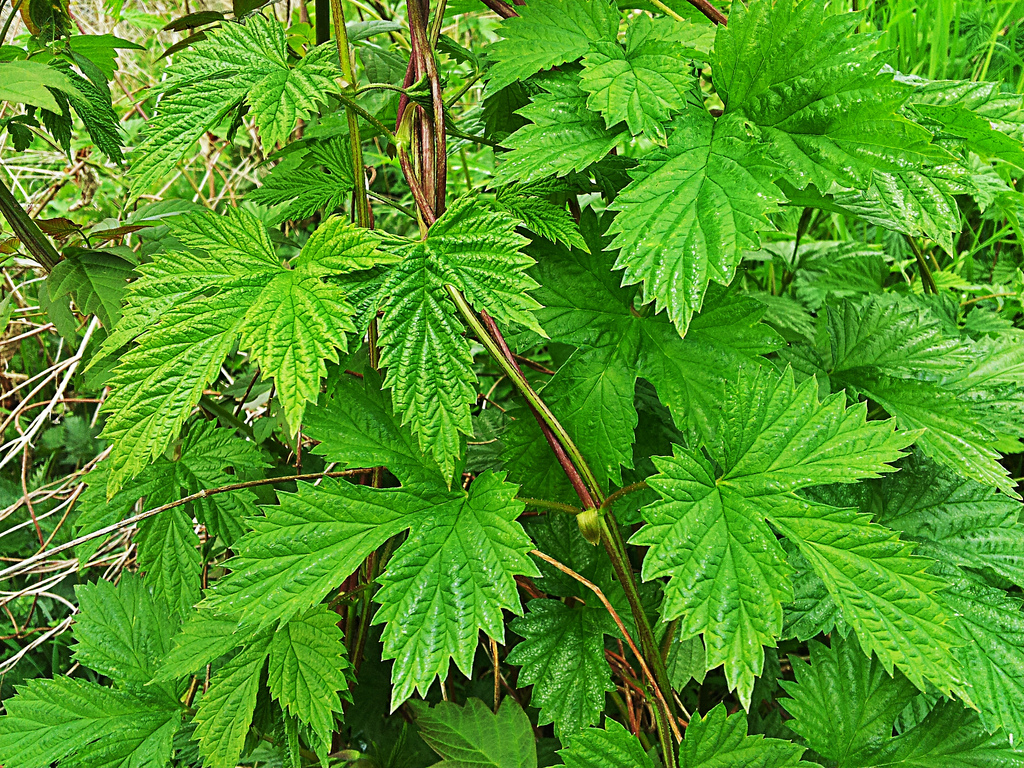
A levelei
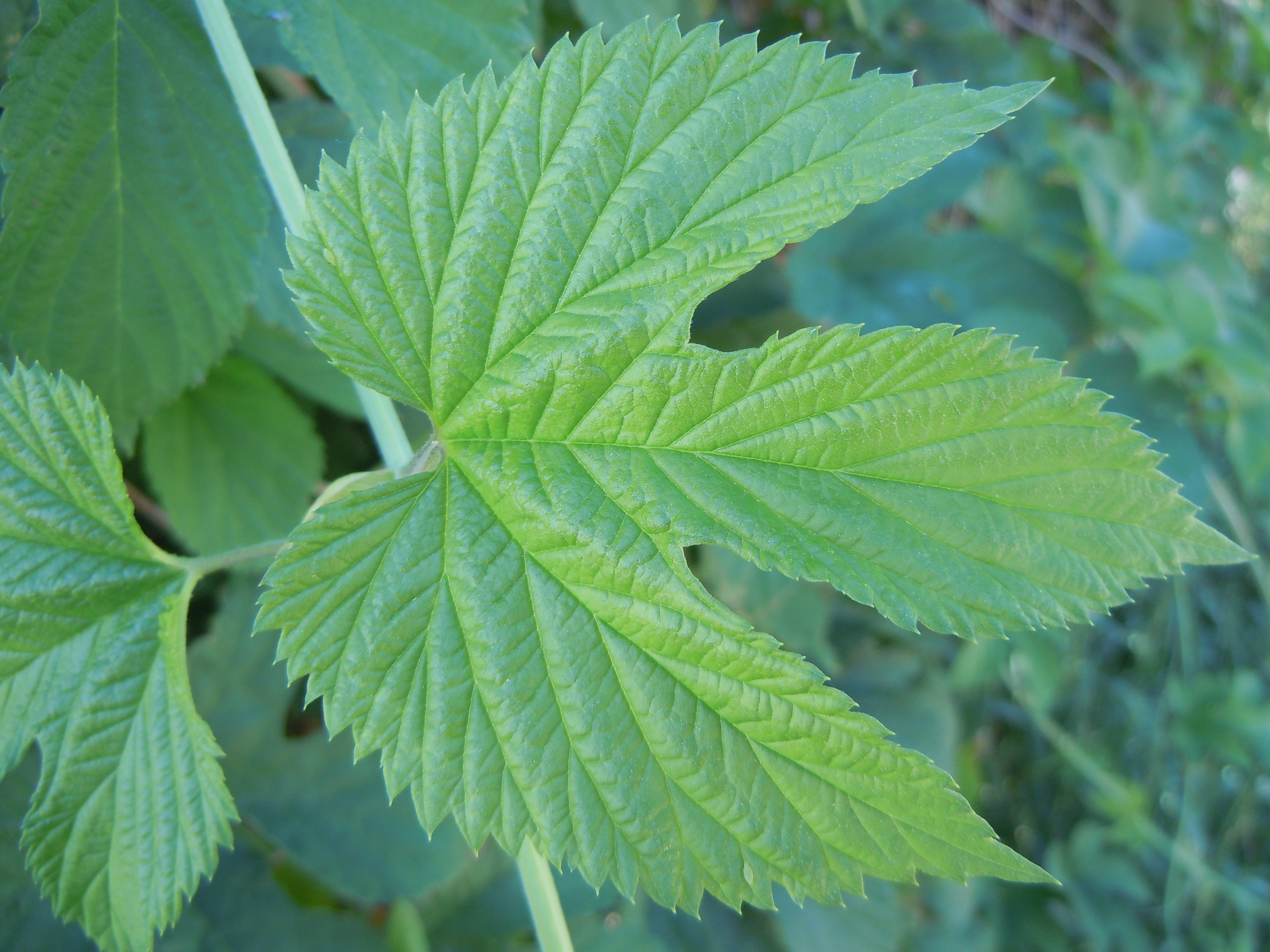
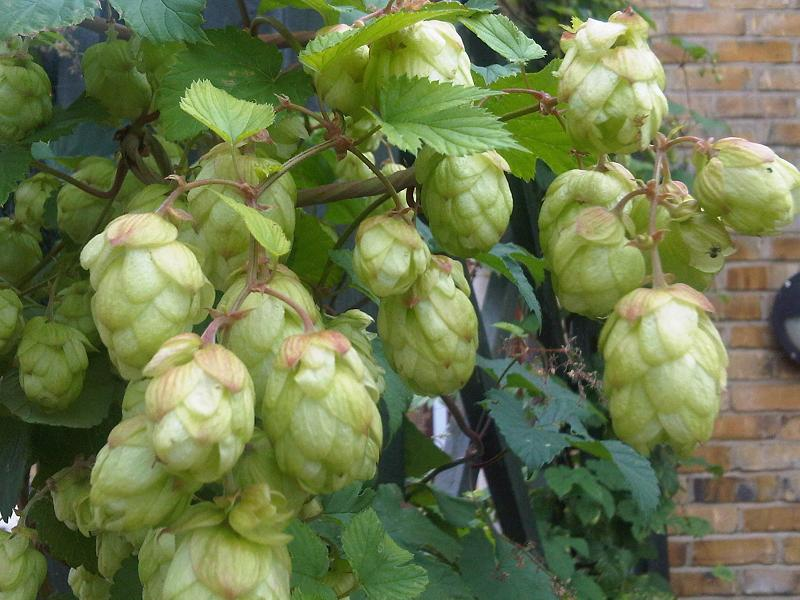
Virágai
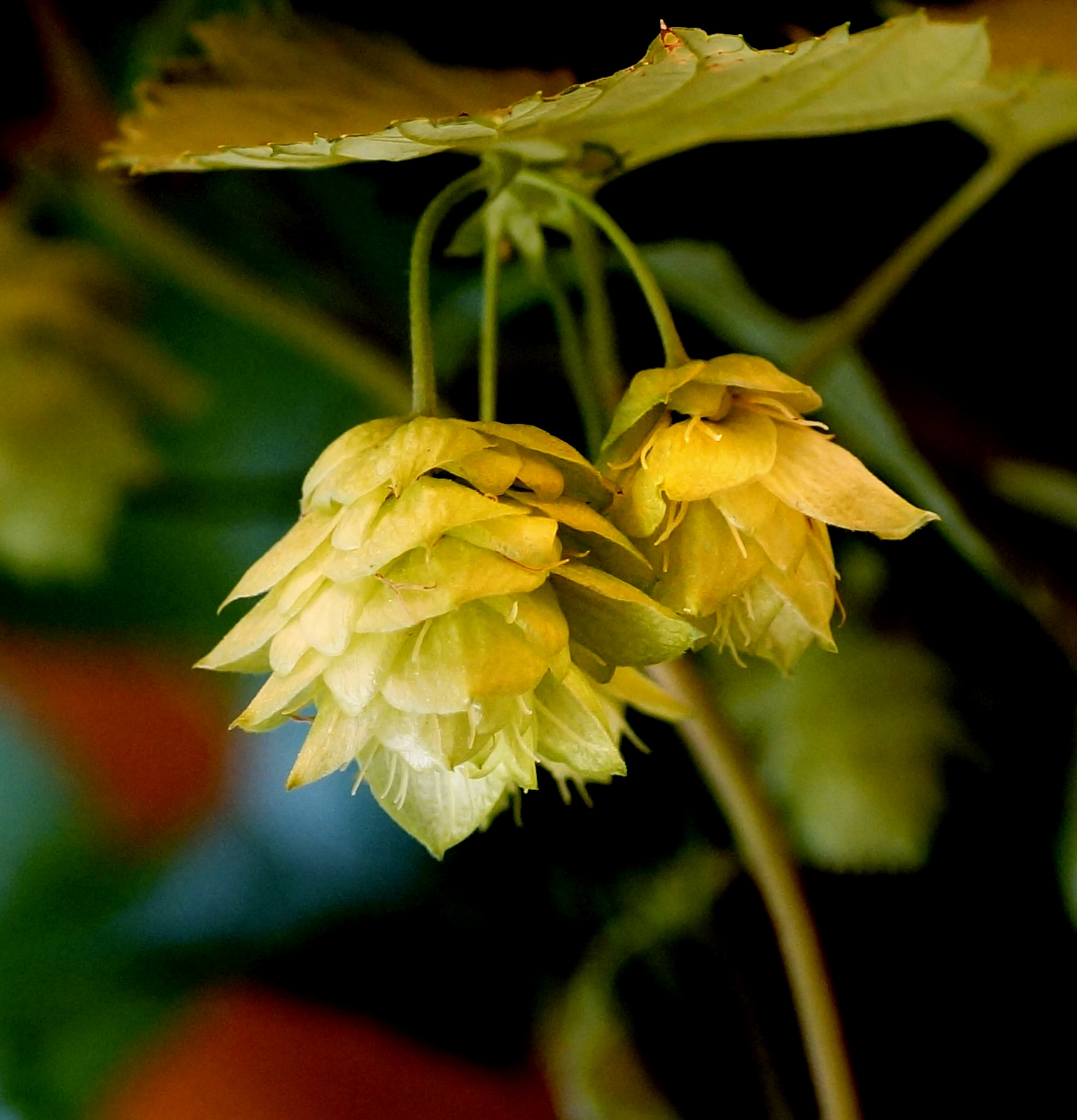

## Fordítás
- Ez a szócikk részben vagy egészben  a   Humulus lupulus című angol Wikipédia-szócikk ezen változatának fordításán alapul.  Az eredeti cikk szerkesztőit annak laptörténete sorolja fel. Ez a jelzés csupán a megfogalmazás eredetét és a szerzői jogokat jelzi, nem szolgál a cikkben szereplő információk forrásmegjelöléseként.